# كرستيان سوببسيبا
كرستيان سوببسيبا (بالهولندية: Christian Supusepa)‏ (2 أبريل 1989 بأمستردام في هولندا - ) هو لاعب كرة قدم هولندي في مركز الدفاع. شارك مع منتخب هولندا تحت 19 سنة لكرة القدم. أما مع النوادي، فقد لعب مع أدو دين هاغ وأياكس أمستردام وسبارتا روتردام وسسكا صوفيا.

## وصلات خارجية
- كرستيان سوببسيبا على موقع قاعدة بيانات كرة القدم.إي يو (الإنجليزية)
- كرستيان سوببسيبا على موقع Soccerway.com (الإنجليزية)
- كرستيان سوببسيبا على موقع عالم كرة القدم.نت (الإنجليزية)